# Pristiapogon
Pristiapogon es un género de peces de la familia Apogonidae, del orden Perciformes. Este género marino fue descrito científicamente en 1870 por Carl Benjamin Klunzinger.

## Especies
Especies reconocidas del género:
- Pristiapogon abrogramma (T. H. Fraser & Lachner, 1985)
- Pristiapogon exostigma (D. S. Jordan & Starks, 1906)
- Pristiapogon fraenatus (Valenciennes, 1832)
- Pristiapogon kallopterus (Bleeker, 1856)
- Pristiapogon menesemus (O. P. Jenkins 1903)
- Pristiapogon taeniopterus (E. T. Bennett, 1836)
- Pristiapogon unitaeniatus (Allen, 1995)